# Hämnarna (film, 1946)

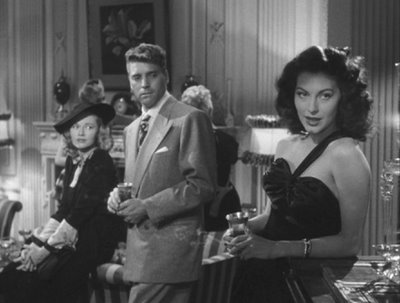
Lilly (Virginia Christine), "Swede" (Burt Lancaster) och Kitty (Ava Gardner) i en scen ur filmen.

Hämnarna (originaltitel: The Killers) är en amerikansk film noir från 1946 i regi av Robert Siodmak. Huvudrollerna spelas av Burt Lancaster, Ava Gardner, Edmond O'Brien och Sam Levene. Filmen bygger på Ernest Hemingways novell "The Killers", publicerad 1927.

## Handling
Försäkringsagenten Jim Reardon (Edmond O'Brien) utreder mordet på Peter Lunn (Burt Lancaster), föreståndare för en bensinstation och före detta boxare. Spåren leder så småningom till den vackra, men farliga Kitty Collins (Ava Gardner).

## Medverkande i urval
| Burt Lancaster     | – Ole "Swede" Andreson, alias Peter Lunn |
| Ava Gardner        | – Kitty Collins                          |
| Edmond O'Brien     | – Jim Reardon                            |
| Albert Dekker      | – "Big Jim" Colfax                       |
| Sam Levene         | – Lt Sam Lubinsky                        |
| Vince Barnett      | – Charleston                             |
| Virginia Christine | – Lilly Harmon Lubinsky                  |
| Charles D. Brown   | – Packy Robinson                         |
| Jack Lambert       | – "Dum Dum" Clarke                       |
| Donald MacBride    | – R.S. Kenyon                            |
| Charles McGraw     | – Al                                     |
| William Conrad     | – Max                                    |
| Phil Brown         | – Nick Adams                             |

## Om filmen
Kostymör var Vera West. Hon designade bland annat Ava Gardners svarta klänning.